# Onestyák László
Onestyák László (Pázmánd, 1938. június 28. – Budapest, 1958. november 22.) magyar  szerszámköszörűs, segédmunkás, forradalmár.

## Élete

### Tanulmányai, gyermekkora, családja
Onestyák László 1938. június 28-án született a Fejér vármegyei Pázmándon. Édesanyja háztartásbeli asszony volt, édesapja pedig kőműves. 8 vér szerinti és 2 örökbefogadott testvére volt. Amíg volt Pázmándon munkájuk, addig a Gyula-tanyán élték életüket. Egyes szóbeszédek szerint elszegényedett lengyel grófi családból származhatott.[forrás?]
6 általános iskolai osztályt végzett el. 1952-től a Beloiannisz-gyárban elvégzett egy egyéves szerszámköszörűs tanfolyamot, s fél évig még ott dolgozott, amikor racionalizálás ürügyén elbocsátották a munkahelyéről. Ezt követően a Kertészkutató Intézetbe került segédmunkásnak. Ezután a albertfalvai vegyigyárban és a budafoki zománcgyárban talált munkalehetőséget.

### 1956-os forradalom
Részt vett az 1956-os forradalomban, október 25-én a Wágner István által vezetett Berzenczey úti fegyveresekhez csatlakozott, és bekapcsolódott a fegyveres eseményekbe. Rövid idő után szakaszparancsnok lett.
November 4-én a szovjet csapatok ellen harcolt. November 6-án folytatta a kilátástalannak tűnő harcot a szovjetek ellen.
1958. november 22-én végezték ki.

## Emlékezete
Pázmándon parkot neveztek el és szobrot állítottak Onestyák László tiszteletére.

## Bibliográfia
- Gosztonyi Péter: Föltámadott a tenger…1956 (Népszava, Budapest, 1989) ISBN 963-322-950-2
- Halottaink 1956. II.